# Nikola Crnoglavac
Nikola Crnoglavac (serbisch-kyrillisch Никола Црноглавац; * 22. April 1992 in Kraljevo, SFR Jugoslawien) ist ein serbischer Handballspieler.

## Karriere

### Verein
Der 1,95 m große rechte Rückraumspieler spielte in Serbien bis 2015 für den RK Jugović. Anschließend stand er eine Spielzeit beim ungarischen Erstligisten Tatabánya KC unter Vertrag. Die nächsten drei Jahre verbrachte der Linkshänder beim rumänischen Verein HC Dobrogea Sud Constanța, mit dem er 2018 den rumänischen Pokal gewann, sowie weitere zwei Jahre beim Ligakonkurrenten CSM Bacău. In der Saison 2021/22 lief er für den türkischen Erstligisten Beşiktaş Istanbul auf, mit dem er am Saisonende Meister wurde. Seit Sommer 2022 steht er wieder in Rumänien bei CSM Focșani unter Vertrag.

### Nationalmannschaft
In der serbischen A-Nationalmannschaft debütierte Crnoglavac am 26. Oktober 2017 gegen Österreich. Er stand im Aufgebot für die Europameisterschaften 2018 (12. Platz) und 2020 (20. Platz). Bisher bestritt er mindestens 20 Länderspiele, in denen er 41 Tore erzielte.